# Glory of Love
«Glory of Love» (en español: «La gloria del amor») es el título de una power ballad interpretada por el cantautor estadounidense Peter Cetera, quien la escribió y compuso junto a David Foster y su entonces esposa Diane Nini. Fue incluído en su segundo álbum de estudio en solitario, Solitude/Solitaire (1986), que produjo Michael Omartian. Apareció en la banda sonora de la película The Karate Kid Part II (1986).

## Información de la canción
Grabada poco después de abandonar la banda Chicago para seguir una carrera en solitario, fue el primer sencillo exitoso de Cetera, alcanzando el número uno en la lista Billboard Hot 100 el 2 de agosto de 1986, permaneciendo en ese lugar durante dos semanas. También pasó cinco semanas en la cima de la lista Adult Contemporary chart de Estados Unidos. La revista Billboard la clasificó como el número catorce en el Top Pop Singles de 1986. Logró un éxito similar en el Reino Unido, alcanzando el número tres en la UK Singles Chart del Reino Unido, donde fue el 26º sencillo más vendido de 1986.
La canción obtuvo nominaciones para un Premio de la Academia a la Mejor Canción Original y al Globo de Oro en la categoría de Mejor Canción Original. En 1987 Peter Cetera recibe una nominación al Premio Grammy al Mejor Cantante Pop. Ganó un Premio ASCAP a la Canción Más Interpretada de una Película y un Premio BMI Film & TV a la Canción Más Interpretada de una Película.

## Posicionamiento en listas
| Lista (1986-1987)                     | Máxima posición |
| ------------------------------------- | --------------- |
| Alemania (Offizielle Deutsche Charts) | 24              |
| Australia (Kent Music Report)         | 9               |
| Austria (Ö3 Austria Top 40)           | 11              |
| Bélgica (Flandes) (Ultratop 50)       | 19              |
| Canadá (RPM Top Singles)              | 1               |
| Estados Unidos (Billboard Hot 100)    | 1               |
| Estados Unidos (Adult Contemporary)   | 1               |
| Nueva Zelanda (Recorded Music NZ)     | 25              |
| Noruega (VG-lista)                    | 2               |
| Países Bajos (Dutch Top 40)           | 21              |
| Países Bajos (Mega Single Top 100)    | 18              |
| Reino Unido (UK Singles Chart)        | 3               |
| Suecia (Sverigetopplistan)            | 1               |
| Suiza (Schweizer Hitparade)           | 5               |

### Sucesión en listas
| Predecesor: «Sledgehammer» de Peter Gabriel | U.S. Billboard Hot 100 — Sencillo N°. 1 2 de agosto de 1986 - 15 de agosto de 1986 | Sucesor: «Papa Don't Preach» de Madonna |

| Predecesor: «Your Wildest Dreams» de The Moody Blues | U.S. Billboard Adult Contemporary Tracks — Sencillo N°. 1 19 de julio de 1986 - 22 de agosto de 1986 | Sucesor: «Words Get in the Way» de Miami Sound Machine |

## Músicos
- Peter Cetera – Voz
- Michael Omartian - teclados
- Dann Huff - guitarras
- Paul Leim - batería
- Jeff Porcaro - percusión